# Frank Ahearn

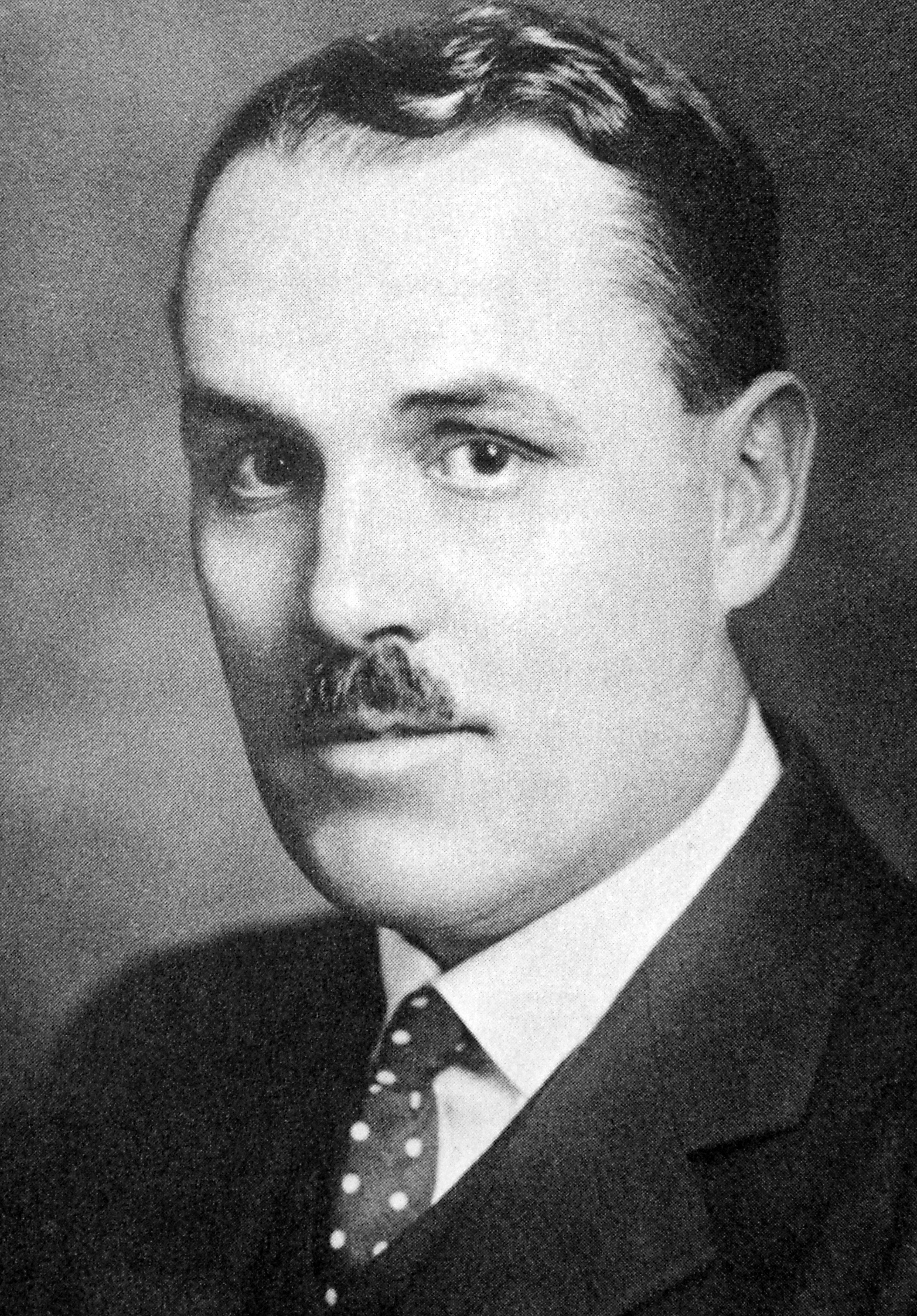
Frank Ahearn

Franklin Thomas Ahearn (* 10. Mai 1886 in Ottawa, Ontario; † 17. November 1962) war der Eigentümer der Ottawa Senators, einer Eishockeymannschaft in der National Hockey League.
Nach seinem Einsatz im Ersten Weltkrieg begann er sich für das Amateureishockey zu interessieren. Sehr schnell war ihm klar, dass professionelles Eishockey seiner Heimatstadt ein neues Gesicht geben würde. Schon sein Vater Thomas Ahearn war eine Schlüsselfigur der Stadt Ottawa, als er diese im 19. Jahrhundert auf ihrem Weg zur Großstadt begleitete.
Während seiner Leitung gewannen die Senators viermal den Stanley Cup.
1962 wurde Frank Ahearn mit der Aufnahme in die Hockey Hall of Fame geehrt.